# 5986 Xenophon
5986 Xenophon este o planetă minoră (asteroid), cu un diametru de 8,208 km, din centura de asteroizi. A fost descoperită pe 2 octombrie 1969 la Observatorium Zimmerwald⁠(d) de Paul Wild și a fost numită după Xenofon. 
Obiectul prezintă o orbită caracterizată de o semiaxă mare de 2,3702402 UAi, o excentricitate de 0,12, o înclinație de 7,46178 ° în raport cu ecliptica.